# Armée de Rhin-et-Moselle
 (septembre 2024).
L’armée de Rhin-et-Moselle est une des armées de la République, qui s'illustrèrent contre l'Europe coalisée. Elle fut formée par la réunion des armées du Rhin et de la Moselle.

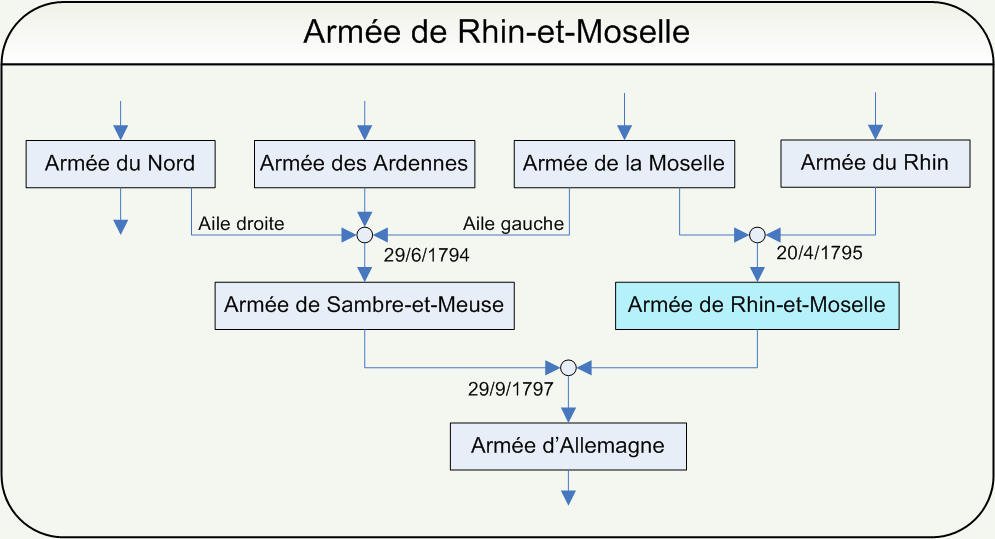
Évolution de l'armée de Rhin-et-Moselle.

## Création et mutations
- Les deux armées avaient été rassemblées provisoirement sous le commandement du Général Lazare Hoche du 25 décembre 1793 au 3 février 1794 afin de débloquer Landau.
- Le décret du 3 mars 1795 (13 ventôse an III) fusionne les armées du Rhin et de la Moselle sous l'appellation de l'armée de Rhin-et-Moselle. Ce décret arrive aux armées le 18 mars, et, dès le lendemain, le général Michaud prend le titre de général commandant l'armée de Rhin-et-Moselle, de même que le général Kléber pendant son intérim ; mais aucun des deux ne modifie l'organisation des armées. Le général Pichegru, en passant devant Luxembourg, offre dès le 14 avril 1795 une capitulation au général Blaise Colomban de Bender, mais ne prend le commandement en chef que le 17, à son arrivée au quartier général de l'armée du Rhin à Guntersblum. La réunion des deux armées et leur organisation en une seule ne sont réalisées que le 20 avril 1795 par le général Pichegru, après que l'armée de Sambre-et-Meuse eut relevé celle de la Moselle devant Luxembourg, et de ce jour seulement commence vraiment l'existence de l'armée Rhin-et-Moselle.
- Par arrêté du Directoire en date du 29 septembre 1797 (8 vendémiaire an VI), mis à exécution du 7 au 20 octobre, les armées de Sambre-et-Meuse et de Rhin-et-Moselle sont réunies en une seule sous la dénomination d'armée d'Allemagne.

## Généraux
- du 20 avril 1795 au 4 mars 1796 : général Pichegru (le Directoire exécutif accepte sa démission le 14 mars).
- du 5 mars au 20 avril 1796, par intérim : général Desaix
- du 21 avril 1796 au 30 janvier 1797 : général Moreau avec le commandement supérieur sur l'armée de Sambre-et-Meuse
- du 31 janvier au 9 mars 1797, par intérim, subordonnément au général Moreau : général Desaix
- du 10 au 27 mars : général Moreau
- du 28 mars au 19 avril 1797, par intérim : général Desaix
- du 20 avril au 9 septembre : général Moreau
- du 10 septembre au 6 octobre, subordonnément au général Hoche : général Saint-Cyr

## Composition
Régiments ayant fait partie de l'Armée de Rhin-et-Moselle :

## Principaux faits d'armes
- 1796
  - Combat de Mainbourg